# Pilosana longipes
Pilosana longipes är en insektsart som beskrevs av Fabricius 1803. Pilosana longipes ingår i släktet Pilosana och familjen dvärgstritar. Inga underarter finns listade i Catalogue of Life.